# Sanalona
Sanalona är en ort i Mexiko.   Den ligger i kommunen Culiacán och delstaten Sinaloa, i den västra delen av landet, 1 000 km nordväst om huvudstaden Mexico City. Sanalona ligger 108 meter över havet och antalet invånare är 1 096.
Terrängen runt Sanalona är platt åt nordost, men åt sydväst är den kuperad. Sanalona ligger nere i en dal. Runt Sanalona är det mycket glesbefolkat, med 6 invånare per kvadratkilometer. Sanalona är det största samhället i trakten. I omgivningarna runt Sanalona växer huvudsakligen savannskog.